# San Quirico d'Orcia
San Quirico d'Orcia is een gemeente in de Italiaanse provincie Siena (regio Toscane) en telt 2526 inwoners (31-12-2004). De oppervlakte bedraagt 42,2 km², de bevolkingsdichtheid is 60 inwoners per km².
De volgende frazioni maken deel uit van de gemeente: Bagno Vignoni, Vignoni.

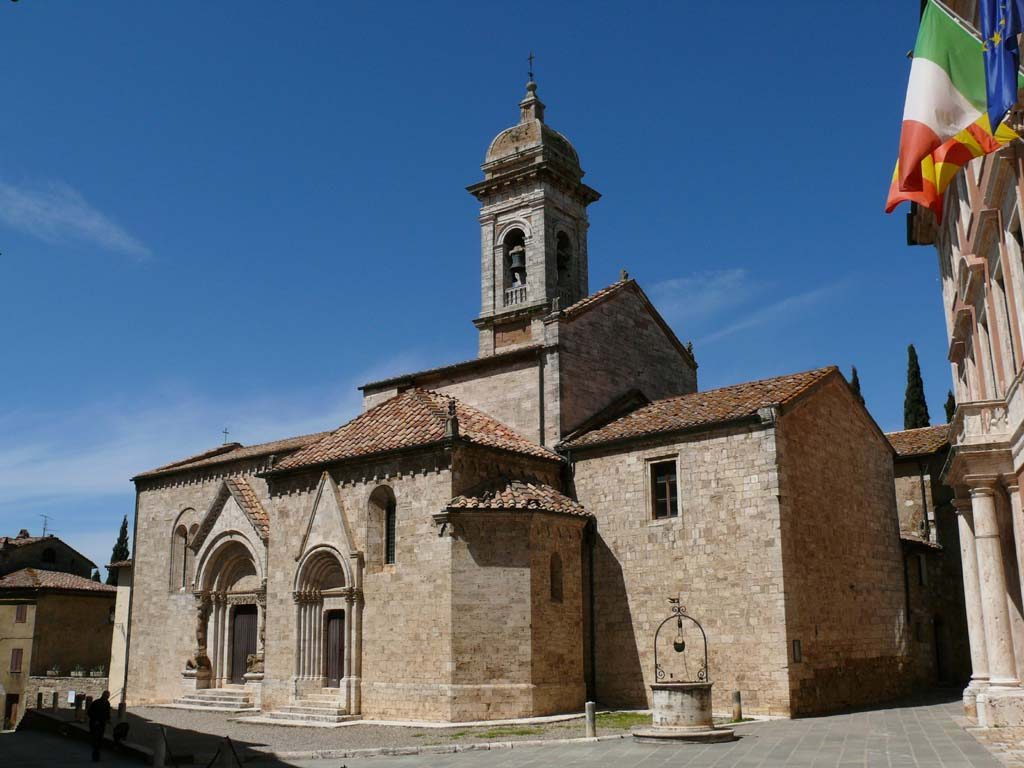
San Quirico d'Orcia
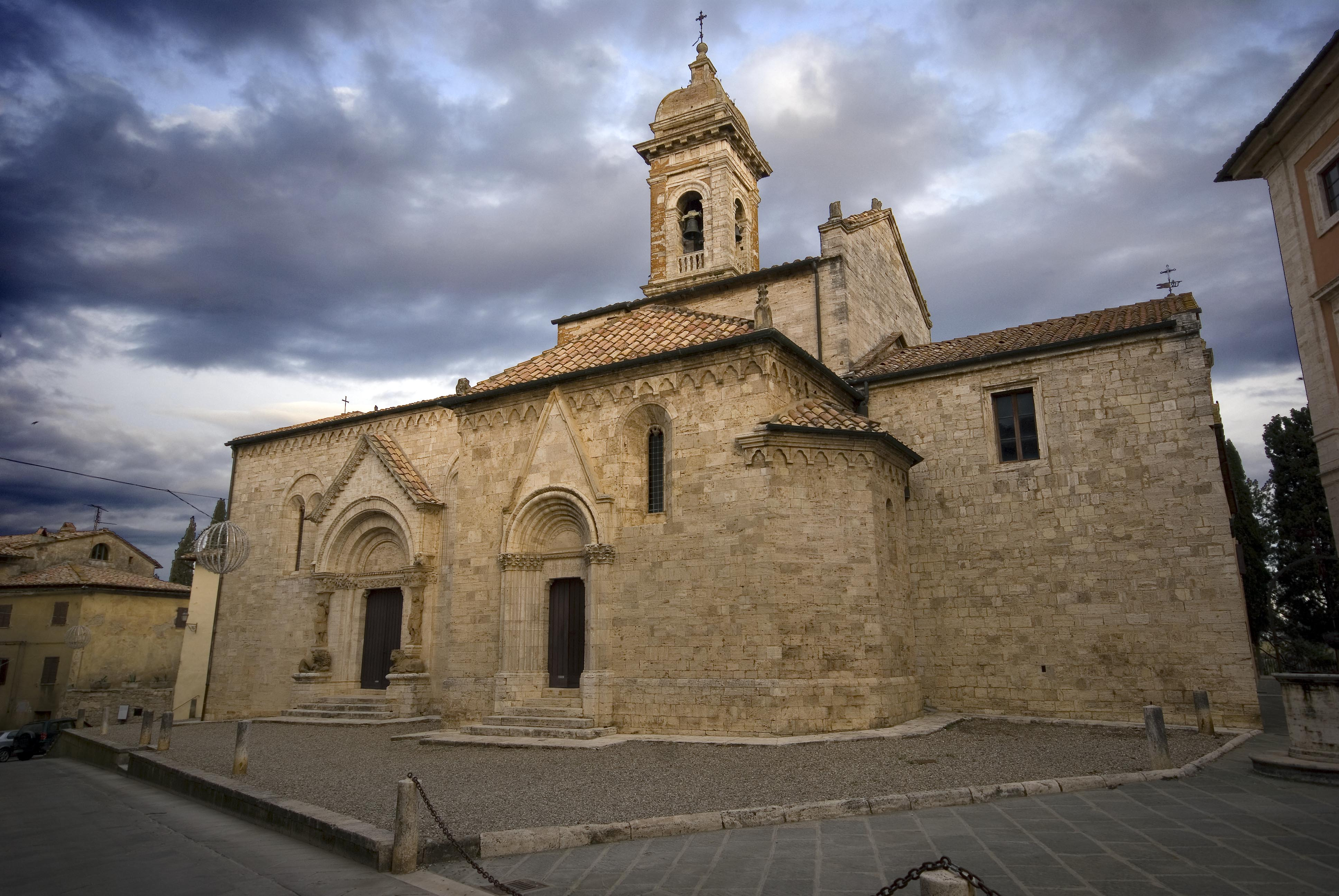
Kerk van San Quirico d'Orcia
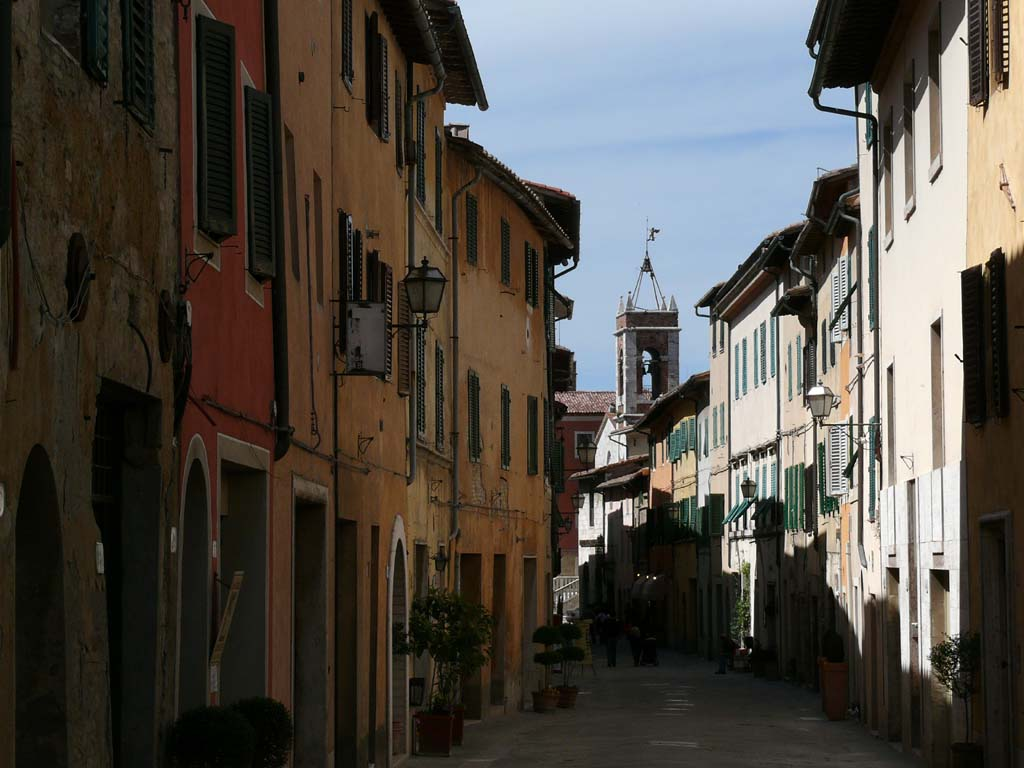
Straat in San Quirico d'Orcia

## Demografie
San Quirico d'Orcia telt ongeveer 1078 huishoudens. Het aantal inwoners steeg in de periode 1991-2001 met 3,1% volgens cijfers uit de tienjaarlijkse volkstellingen van ISTAT.
| Jaar | Inwoneraantal |
| ---- | ------------- |
| 1991 | 2389          |
| 2001 | 2463          |

## Geografie
De gemeente ligt op ongeveer 409 m boven zeeniveau.
San Quirico d'Orcia grenst aan de volgende gemeenten: Castiglione d'Orcia, Montalcino, Pienza, San Giovanni d'Asso.

## Bezienswaardigheden
- Kerk van San Quirico. Ooit een plebane kerk uit de 8e eeuw, met een doopvont, werd deze in de 12e eeuw herbouwd tot de huidige structuur. Het achterste gedeelte werd in 1663 gewijzigd om het koor toe te voegen. De kerk heeft een Latijnse kruisplan, met een enkel schip en zijkapellen. Opvallend is het hoofdportaal, in Lombardische stijl, bestaande uit een versierd omlijsting in zandsteen, met zuilen ondersteund door leeuwen. De boog omvat tien zuilen, waarvan de kapitelen zijn versierd met figuren van dieren en planten, terwijl de architraaf twee krokodillen toont die tegenover elkaar staan. De lunette heeft een hoog-reliëf beeld dat naar verluidt St. Damasus voorstelt, hoewel waarschijnlijk geïdentificeerd met St. Quiricus. Een zijportaal, toegevoegd in de 13e eeuw, is toegeschreven aan Giovanni Pisano, die op dat moment in Siena was. Het grootste deel van de interieurdecoratie dateert uit de 17e eeuw, terwijl de klokkentoren in 1798-1806 werd herbouwd.
- Romaanse kerk van San Biagio a Vignoni
- Kerk van Santa Maria Assunta (eind 11e eeuw)
- Kerk van Madonna di Vitaleta, met een "Madonna" toegeschreven aan Andrea della Robbia
- Kerk van San Giovanni Battista, in Bagno Vignoni
- Palazzo Chigi, thans gemeentehuis en toeristenbureau
- Horti Leonini (1561), een voorbeeld van  een Italiaanse tuin

In de nabijheid van San Quirico d'Orcia is bezienswaardig het plaatsje Bagno Vignoni, ook bekend om zijn warmwaterbronnen.